# Mortal Kombat Leyendas: Frío y penumbra
Mortal Kombat Leyendas: Frío y penumbra (título original en inglés: Mortal Kombat Legends: Snow Blind) es una película de artes marciales animada para adultos estadounidense directa a video de 2022, producida y dirigida por Rick Morales a partir de un guion de Jeremy Adams, basado en la franquicia de Mortal Kombat. Es la tercera entrega de la serie Legends y una secuela directa de Mortal Kombat Legends: Battle of the Realms (2021).
Producida por Warner Bros Animation y animado por el estudio surcoreano Digital eMation, fue lanzada el 11 de octubre de 2022.

## Argumento
Décadas después de la derrota de Shao Kahn en Mortal Kombat, la Tierra ha sido atacada por aparecidos no muertos y se ha convertido en un páramo de ciudades aisladas. El clan del Dragón Negro conformado por Kira, Kobra, Ferra/Torr, Drahmin, Kabal, Erron Black, No Face, Dairou, Tremor y Jarek, junto con un anciano Shang Tsung ha anexado estas ciudades, con su líder Kano declarándose el rey.
Mientras tanto, un anciano Kuai Liang ha abandonado el título de Sub-Zero y vive la vida de un granjero. Kabal, Kira y Kobra lo asaltan y roban sus suministros antes de ingresar a una ciudad virgen que es el hogar del impetuoso joven guerrero Kenshi. Él derrota al trío en combate, pero les perdona la vida, y huyen, pero luego regresan a la ciudad con su compañero de clan Tremor y Shang Tsung a cuestas. Cuando Kenshi se anuncia a sí mismo por su nombre completo, su apellido Takahashi llama la atención de Shang Tsung, y después de que Kenshi es derrotado por Tremor, interviene y evita su ejecución.
Bajo el alias de "Sung", le cuenta a Kenshi sobre una poderosa espada llamada "Sentō" que podría usarse para derrotar al Dragón Negro. Kenshi es atraído a un desierto donde se encuentra el Pozo de las Almas, y cuando lo abre, la energía surge del pozo y ciega a Kenshi, mientras que Shang Tsung la absorbe y se rejuvenece con una forma más joven, después de lo cual arroja a Kenshi al pozo y lo deja ahí para morir. Sin embargo, Kenshi escucha a la espada mística Sentō hablándole telepáticamente; la toma y se libera del pozo.
Shang Tsung luego ataca a Kano, matando a varios de sus secuaces del Dragón Negro antes de ser asesinado por él después de percatarse de que no puede consumir su alma dado que es cibernético.
Kuai Liang encuentra a Kenshi vagando por el desierto y lo acoge, y luego lo entrena mejorando sus otros sentidos. Él revela que se había enfrentado a la ola de los aparecidos y, en un intento desesperado por poner fin al conflicto, mató a todos menos a sí mismo en una tormenta de hielo. Sin embargo, las bajas incluyeron a miembros de su clan y civiles, lo que hizo que hiciera un juramento de no volver a usar sus poderes nunca más.
Cuando Kano toma el control de otra ciudad, Kenshi argumenta que necesitan ayudar a la gente del pueblo, pero Kuai Liang se niega, lo que resulta en una pelea. Kuai Liang toma ventaja y le ofrece a Kenshi una última oportunidad de volver a una vida normal, pero él elige ingresar a la ciudad donde es capturado después de matar a más miembros del Dragón Negro.
Kuai Liang quema su granja para invocar a Scorpion y vuelve a asumir su identidad anterior de Sub-Zero. Unen fuerzas y llegan a la ciudad para liberar a Kenshi, quien estaba siendo torturado por Kano. Después de que matan a los miembros restantes del Dragón Negro, estos decapitan a Kano, pero sobrevive y corre a una cámara que contiene el reloj de arena de Kronika, que usa para crear una línea de tiempo alternativa donde libera a los aparecidos en todo el mundo. Kuai Liang mata a Kano antes de que pueda usar el reloj de arena para borrar a Sub-Zero de la existencia y la cámara se autodestruye. Dado que le prometió a Scorpion que lo llevaría si alguna vez usaba sus poderes nuevamente, Kuai Liang y Scorpion parten hacia el infierno (Netherrealm), convirtiendo a Kenshi en el sucesor de Lin Kuei y nuevo protector de la Tierra.

## Reparto de voz
- Manny Jacinto como Kenshi
- David Wenham como Kano
- Ron Yuan como Kuai Liang / Sub-Zero
- Keith Silverstein como Kabal
- Courtenay Taylor como Kira
- Yuri Lowenthal como Kobra
- Artt Butler como Shang Tsung
- Imari Williams como Tremor
- Patrick Seitz como Hanzo Hasashi / Scorpion
- Lei Yin como Sentō, Peter
- Sumalee Montano como Kindra
- Debra Wilson como Graji

## Producción
La portada de la película se filtró en Twitter el 1 de agosto de 2022. Dos días después, el 3 de agosto de 2022, la película se anunció formalmente a través de IGN.
David Wenham reemplazó a Robin Atkin Downes como Kano de Mortal Kombat Legends: Scorpion's Revenge. Ron Yuan prestó su voz a Sub-Zero, reemplazando al anterior actor de voz Bayardo De Murguia de Battle of the Realms.

## Recepción
Sam Stone de Comic Book Resources escribió que Frio y penumbra era "la historia más íntima de la trilogía de Mortal Kombat Leyendas " y "tiene que ver con el carácter en el fondo". Sin embargo, Renaldo Mateen de CBR criticó la inclusión de Scorpion en la película como un "tropo de franquicia usado en exceso", y comentó que "es como si la serie no confiara en otros A-listers, recurriendo a un movimiento creativo perezoso y tedioso". Brittany Vincent de IGN calificó la película con un 6 sobre 10 y dijo que "centrar la trama principalmente en torno a Kenshi es un movimiento inteligente" y "es refrescante ver a un personaje que no tiene mucho tiempo en pantalla brillar un poco", pero criticó la trama por "pasar demasiado tiempo en otro lugar lejos de Kenshi cuando ya nos hemos sentido atraídos y queremos aprender más sobre él". Stephen Wilds de ComingSoon.net elogió la actuación de voz, la lista de personajes y las escenas de pelea "atractivas", "pero es difícil no pensar que esta salida no será tan buena para los fanáticos ocasionales o para aquellos que no aprecian el género apocalíptico occidental".